# Contras

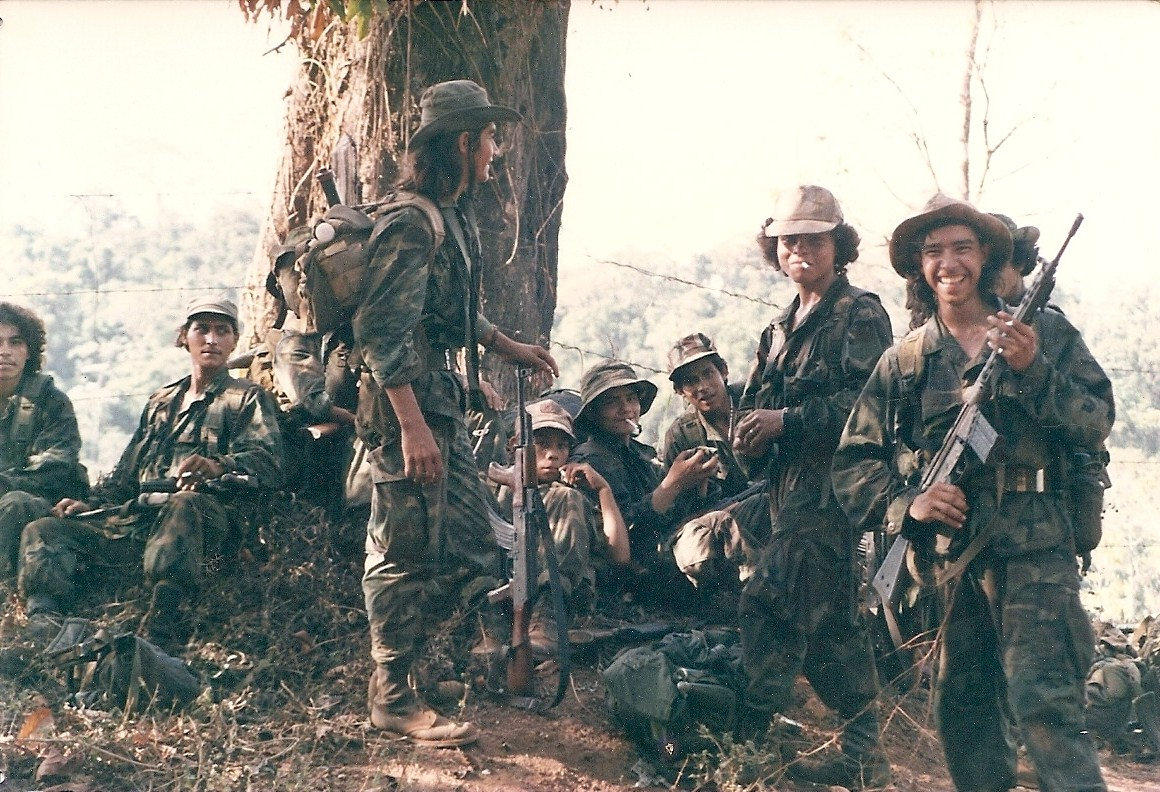
Oddział "contras" w 1987 roku

Contras – prawicowa partyzantka walcząca przeciwko rządowi Sandinistowskiego Frontu Wyzwolenia Narodowego (FSLN) w Nikaragui. Contras wspierana była przez Stany Zjednoczone – CIA prowadziło program szkolenia oddziałów contras, a rząd amerykański udzielał im wsparcia militarnego i finansowego. Partyzanci złożyli broń w 1990 roku po porażce FSLN w wyborach. Nazwa Contras jest skrótem hiszpańskiego słowa contrarevolucionario.

## Wsparcie amerykańskie
Partyzantka wspierana była na różne sposoby przez amerykańską administrację Ronalda Reagana niechętną FSLN. Oddziały partyzanckie był szkolone przez amerykańskie służby na terenie sąsiedniego Hondurasu, a oddziały stale otrzymywały pomoc finansową od amerykańskiego rządu. Administracja Reagana nielegalnie i potajemnie kontynuowała finansowanie Contras także po tym gdy w 1984 roku Kongres Stanów Zjednoczonych zabronił finansowania partyzantów. Od 1984 roku pieniądze na wspomaganie rebeliantów rząd USA przekazywał z nielegalnej sprzedaży broni Iranowi (afera Iran-Contras). W 1986 roku Kongres zniósł zakaz, po którym przeznaczono dla Contras 100 milionów dolarów.

## Kontrowersje wokół funduszy pochodzących z narkotyków
Contras zajęli się przemytem kokainy dostarczanej poprzez Panamę. Narkotyki przewozili samolotami do Kalifornii, gdzie trwała wówczas wojna między gangami narkotykowymi.
W 1988 roku amerykański senator John Kerry opublikował raport ujawniający powiązania między Contras a szmuglem narkotyków. Dochodzenie Narodowego Archiwum Bezpieczeństwa odkryło dokumenty wykazujące, że Biały Dom wiedział o szmuglu narkotyków i finansowaniu sił contras z funduszy pochodzących z narkotyków. W sierpniu 1996 roku reporter Gary Webb z San Jose Mercury News opublikował serię artykułów zatytułowaną Dark Alliance, w której połączył sojusz między contras a CIA z początkami przemytu kokainy do Kalifornii. Według Webba administracja amerykańska w celu pozyskania funduszy dla Contras zaoferowała azyl kilku znanym handlarzom narkotyków.

## Łamanie praw człowieka przez Contras
Zwolennicy FSLN, jak i niezależne organizacje zajmujące się prawami człowieka i ich ochroną, oskarżają Contras o łamanie praw człowieka na masową skalę i podejmowanie działań zbrojnych przeciwko ludności cywilnej popierającej sandinistów. Strona amerykańska oraz zwolennicy Contras stanowczo te twierdzenia odrzucają. Mimo tego według raportu Katolickiego Instytutu Stosunków Międzynarodowych Right to Survive: Human Rights in Nicaragua z 1987 roku partyzanci Contras winni byli morderstw, tortur, gwałtów, podpaleń oraz porwań na wielką skalę, zaś głoszone przez nich demokratyczne hasła stanowiły niewiele wartą przykrywkę. Również obserwatorzy z Americas Watch wielokrotnie alarmowali o popełnianych przez partyzantkę okrucieństwach wobec sandinistów, jeńców oraz cywilów, uwzględniających niszczenie obiektów niemilitarnych (ośrodki pomocy medycznej, szkoły, magazyny z żywnością), mordowanie cywilów, pastwienie się nad jeńcami oraz palenie całych wiosek nikaraguańskich.